# Henrique Almeida
Henrique Almeida Caixeta Nascentes (Brasilia, Brasil, 27 de mayo de 1991), más conocido como Henrique, es un futbolista brasileño que juega como delantero en el Portuguesa del Campeonato Brasileño de Serie D.

## Trayectoria

### Inicios
Comenzó jugando al fútbol en el Clube Atlético Paranaense a la edad de 13 años. A los 15 se integra a los equipos juveniles del São Paulo. En el club paulista logró destacarse gratamente en las inferiores tanto que fue goleador en casi todos los torneos que disputó. En 2009 fue goleador del Mundial Sub-18 de clubes realizado en España.

### Primeros pasos en primera
Su carrera como futbolista profesional se inició en febrero de 2009. El 8 de marzo de ese año le tocó debutar en la derrota por 2 a 0 ante el Mogi Mirim EC por el Campeonato Paulista, actuando pocos minutos. Un año después, frente al Gremio Barueri, anotó su primer gol en el equipo también por el Campeonato Paulista.
El 6 de julio de 2010, al no tener posibilidades en el equipo principal de São Paulo, fue prestado al Esporte Clube Vitória club de la Serie A de Brasil. El 15 de agosto, en la victoria 4 a 2 sobre Santos, Henrique anotó sus primeros 2 goles en el rubro-negro. El 5 de diciembre el club peleaba por permanecer en la máxima categoría brasileña pero tras empatar en el mano a mano con Atlético Goianiense los oriundos de la ciudad de Salvador de Bahía perdieron la categoría.

### Vuelta al São Paulo
Tras el descenso Henrique volvió al São Paulo donde con la experiencia recopilada en el Vitória pudo tener más participación en el tricolor paulista. Sin embargo el propio jugador no descartó volver a ser cedido a préstamo a algún otro equipo.

### Fichaje por el Granada CF
En el último día del mercado invernal (31/01/2012), Henrique sería cedido con opción de compra (6millones de euros) al Granada CF de España donde ocuparía el dorsal 16.

### En Sport Recife
Al no optar por la opción de compra el equipo de Granada CF, se da el préstamo al equipo Sport Club do Recife para jugar en el Campeonato Brasileño de Serie A.

## Selección nacional

### Selección Sub-20
Henrique fue convocado por Ney Franco para jugar el Campeonato Sudamericano Sub-20 de 2011. Comenzó el torneo como titular pero en el primer partido ante Paraguay salió expulsado. Tras cumplir la suspensión le anotó un tanto a Bolivia, y otro aEcuador. En el hexagonal final perdió el puesto a manos de Willian José y solo jugó unos cuantos minutos, siempre entrando desde el banco de suplentes.
A su vez, también fue citado para afrontar la Copa Mundial de Fútbol Sub-20 de 2011. En Colombia, a diferencia del sudamericano, Henrique fue suplente de Willian José, pero solo por el primer partido. Sus primeros minutos fueron en ese encuentro ante Egipto reemplazando justamente a Willian. La primera fase la cerró como titular donde le anotó sendos tantos a Austria y a Panamá. Su racha goleadora continuó en octavos de final donde le anotó en el Estadio Metropolitano de Barranquilla a Arabia Saudita pero sin dudas su partido consagratorio fue en semifinales frente a México donde se destapó con 2 goles sobre el cierre del encuentro colocando a Brasil en la final. El 20 de agosto de 2011 en el Estadio Nemesio Camacho El Campín Henrique se consagró campeón del mundo luego de que la canarinha derrotara a Portugal por 3 a 2.
Debido a su excelente andar en el torneo, Henrique fue postulado para ser elegido el mejor jugador de Copa Mundial de Fútbol Sub-20 de 2011. Pese a que no jugó de la mejor manera en la final su buen andar en partidos anteriores le permitieron ganar ese premio. También, con sus 5 goles y 3 asistencias se hizo merecedor de la bota de oro superando solo por 1 asistencia al español Álvaro Vázquez.

### Participaciones con la selección
| Torneo                                 | Sede     | Resultado |
| -------------------------------------- | -------- | --------- |
| Campeonato Sudamericano Sub-20 de 2011 | Perú     | Campeón   |
| Copa Mundial de Fútbol Sub-20 de 2011  | Colombia | Campeón   |

## Clubes
| Club                    | País     | Año       |
| ----------------------- | -------- | --------- |
| São Paulo F. C.         | Brasil   | 2009-2012 |
| E. C. Vitória (cedido)  | Brasil   | 2010-2011 |
| Granada C. F. (cedido)  | España   | 2012      |
| Sport Recife (cedido)   | Brasil   | 2012      |
| Botafogo                | Brasil   | 2013-2016 |
| E. C. Bahia (cedido)    | Brasil   | 2014      |
| Coritiba (cedido)       | Brasil   | 2015      |
| Grêmio                  | Brasil   | 2016-2019 |
| Coritiba (cedido)       | Brasil   | 2017      |
| Giresunspor (cedido)    | Turquía  | 2018      |
| Belenenses SAD (cedido) | Portugal | 2018-2019 |
| Chapecoense (cedido)    | Brasil   | 2019      |
| Goiás E. C.             | Brasil   | 2020      |
| Chapecoense             | Brasil   | 2021      |
| América Mineiro         | Brasil   | 2022-2023 |
| Vila Nova F. C.         | Brasil   | 2023-2024 |
| Portuguesa              | Brasil   | 2025-     |

## Palmarés

### Torneos estatales
| Título             | Club     | País   | Año  |
| ------------------ | -------- | ------ | ---- |
| Taça Guanabara     | Botafogo | Brasil | 2013 |
| Campeonato Carioca | Botafogo | Brasil | 2013 |
| Taça Guanabara     | Botafogo | Brasil | 2015 |

### Títulos nacionales
| Título         | Club   | País   | Año  |
| -------------- | ------ | ------ | ---- |
| Copa de Brasil | Gremio | Brasil | 2016 |

### Títulos internacionales
| Título                         | Club (*)      | País     | Año  |
| ------------------------------ | ------------- | -------- | ---- |
| Campeonato Sudamericano Sub-20 | Brasil sub-20 | Perú     | 2011 |
| Copa Mundial Sub-20            | Brasil sub-20 | Colombia | 2011 |
| Copa Libertadores              | Grêmio        | Brasil   | 2017 |
| Recopa Sudamericana            | Grêmio        | Brasil   | 2018 |

### Distinciones individuales
| Distinción                              | Año  |
| --------------------------------------- | ---- |
| Balón de Oro del Mundial Sub-20 de 2011 | 2011 |
| Bota de Oro del Mundial Sub-20 de 2011  | 2011 |
| Joven Promesa Brasileña                 | 2011 |